# Pleyben
Pleyben [plɛbɛ̃] je obec v departementu Finistère, regionu Bretaň, ve Francii. Starostou je Amélie Caro (do roku 2026). Má přibližně 3 600 obyvatel a rozlohu 76,0 km².
Nachází se zde kalvárie z roku 1555.

## Osobnosti
- Charles Louis Baptiste Lebreton – politik, syn výběrčího daní z Pleybenu
- Corentin Halléguen – politik
- Pierre Cloarec – cyklista
- Yves Le Foll – politik
- Yeun ar Gow – spisovatel
- André Quelen – odbojář